# Grand Theft Auto: The Trilogy
Grand Theft Auto: The Trilogy é uma compilação dos três principais jogos eletrônicos que pertencem ao "Universo 3D" da série de ação-aventura em mundo aberto da Rockstar Games Grand Theft Auto, contendo: Grand Theft Auto III (2001), Grand Theft Auto: Vice City (2002) e Grand Theft Auto: San Andreas (2004). A compilação foi lançada originalmente em 2005 para Xbox, e posteriormente para outras plataformas. Essa edição também serve como revisão para Grand Theft Auto: San Andreas, que teve de ser retirado das lojas de venda devido ao controverso mod Hot Coffee, acessível através de dispositivos de fraude.
Em novembro de 2021, uma versão remasterizada da trilogia, chamada de The Definitive Edition, foi lançada para plataformas atuais.

## Jogabilidade
Grand Theft Auto: The Trilogy é uma trilogia de jogos eletrônicos de ação-aventura da série Grand Theft Auto. Os três títulos são Grand Theft Auto III (2001), Grand Theft Auto: Vice City (2002) e Grand Theft Auto: San Andreas (2004).

## Enredo
Grand Theft Auto III se passa em 2001 na cidade fictícia de Liberty City (vagamente baseada na cidade de Nova Iorque). A história segue um protagonista silencioso, o pequeno criminoso Claude, que é traído e deixado para morrer por sua namorada Catalina durante um assalto a banco. Posteriormente detido pela polícia, ele foge após seu transporte da prisão ser emboscado por membros de gangue que buscam sequestrar um companheiro de prisão, e embarca em uma busca por vingança contra Catalina. Com a ajuda dos contatos certos, Claude faz um nome para si mesmo no submundo de Liberty City enquanto ele conclui tarefas cada vez mais difíceis para vários criminosos proeminentes, que o ajudam a chegar mais perto de encontrar seu alvo.
Grand Theft Auto: Vice City se passa em 1986 dentro da cidade fictícia de Vice City (baseada em Miami), e segue Tommy Vercetti (dublado por Ray Liotta), um ex-homem feito da família do crime Forelli em Liberty City. Depois de ser libertado da prisão após uma sentença de quinze anos por homicídio, Tommy é imediatamente recebido de volta na família por seu antigo chefe, Sonny Forelli, que o envia a Vice City para supervisionar um grande negócio de drogas que permitirá aos Forellis estender seu império do crime no sul. No entanto, o negócio é emboscado por assaltantes mascarados, que roubam o dinheiro e as drogas, com Tommy mal escapando. Com a tarefa de recuperar os bens roubados, Tommy faz uma série de contatos criminosos para ajudar a encontrar a pessoa responsável pela emboscada, enquanto se distancia lentamente dos Forellis e constrói seu próprio império tirando o poder de outras organizações criminosas em Vice City.
Grand Theft Auto: San Andreas se passa em 1992 no estado fictício de San Andreas (baseado na Califórnia e em Nevada), que inclui três cidades principais: Los Santos (inspirado em Los Angeles), San Fierro (São Francisco) e Las Venturas (Las Vegas). Ele preenche parcialmente a lacuna entre o enredo de Grand Theft Auto III e Vice City, apresentando personagens de ambos os jogos, mas conta sua própria narrativa original, que segue o ex-gangster Carl "CJ" Johnson (dublado por Young Maylay). Cinco anos atrás, Carl escapou de sua vida conturbada em Los Santos e partiu para Liberty City; no entanto, ele é forçado a voltar para fazer as pazes com a família e amigos depois que sua mãe é morta em um ataque relacionado a uma gangue. Pouco depois de seu retorno, Carl se vê atraído de volta ao estilo de vida criminoso enquanto ajuda sua antiga gangue a retornar à sua antiga força, e é chantageado por um grupo de policiais corruptos, que pretendem incriminá-lo por assassinato. Posteriormente, após ser forçado a deixar Los Santos, Carl embarca em uma jornada que o leva explorando todo o estado de San Andreas e lentamente construindo um império enquanto faz novos aliados e adquire vários negócios.